# Валлайс, Йелле
 Йелле Валлайс  (нидерл. Jelle Wallays; род. 11 мая 1989 в Руселаре, провинция Западная Фландрия, Бельгия) — бельгийский профессиональный шоссейный велогонщик, выступающий за команду мирового тура «Lotto Soudal».

## Достижения
2009
3-й Крейз Брейз Элит
2010
1-й Гран-при Крикельона
1-й Париж — Тур U23
2011
1-й  Молодёжная классификация Тур Британии
3-й Чемпионат Бельгии в групповой гонке
2013
1-й Этап 1 Ворлд Портс Классик
2014
1-й Париж — Тур
1-й Омлоп ван хет Хаутланд
3-й Велотрофей Йонга Мар Мудига
2015
1-й Дварс дор Фландерен
1-й Гран-при Крикельона
1-й Дуо Норман (с Виктором Кампенартсом)
2016
1-й Гран-при Пино Черами
2018
1-й Этап 18 Вуэльта Испании
1-й Этап 6 Вуэльта Сан-Хуана

## Статистика выступлений

### Гранд-туры
| Гонка           | 2016 | 2017 | 2018 |
| --------------- | ---- | ---- | ---- |
| Джиро д'Италия  | —    | —    | —    |
| Тур де Франс    | —    | —    | —    |
| Вуэльта Испании | 92   | 151  |      |

| — | Не участвовал |